# Diecéze Ardamerium
Diecéze Ardamerium je titulární diecéze římskokatolické církve.

## Historie
Ardamerium lze ztotožnit s Adrameri v dnešním Řecku. Je to starobylé biskupské sídlo, nacházející se v římské provincii Makedonie I.. Sídlo byla sufragannou arcidiecéze Soluň.
Jediný známý biskup z této diecéze je Meletios (zmíněný roku 1638).
Dnes je Ardamerium využíváno jako titulární biskupské sídlo; sídlo nebylo dosud přiděleno.

## Seznam biskupů
- Meletios (zmíněn roku 1638)